# 호시야마
호시야마(星山)는 롯데 자이언트에서 뛰었던 재일교포 야구 선수다.

## 같이 보기
- 1976년 롯데 자이언트 시즌